# Успенская церковь (Кяхта)
 Успенская церковь — православный храм, один из памятников русской архитектуры XIX века в Забайкалье. Церковь была возведена в 1884—1888 годы на средства богатого кяхтинского купца Я. А. Немчинова на границе с Монголией в городе Кяхта (до 1934 года — Троицкосавск).

## История
Успенская церковь находится в южной части Кяхты рядом с бывшим городским кладбищем.
Новая Успенская церковь и должна была заменить существовавшую здесь немного южнее, в ограде кладбища, деревянную церковь. Деревянная Успенская церковь, заново перестроенная в 1836 году, просуществовала до 1942 года. Это было очень красивое, архитектурно изысканное сооружение, выполненное в духе московского классицизма. Архитектурную выразительность усиливало смелое применение цвета: тёмно-красные стены с белыми архитектурными деталями.
Архитектура Успенской церкви выдержана в «русско-византийском» стиле — церковь имеет крестообразный план «русско-византийского» образца.
Высота внутреннего пространства — от пола церкви до начала барабана — 10,24 м. Внутренний диаметр последнего 8,30 м.
Стены здания кирпичные, оштукатуренные с обеих сторон, на бутовом фундаменте. Перекрытия — кирпичные своды.
В советское время в закрытом храме была размещена часть коллекций Кяхтинского краеведческого музея им. В. А. Обручева.

## Галерея

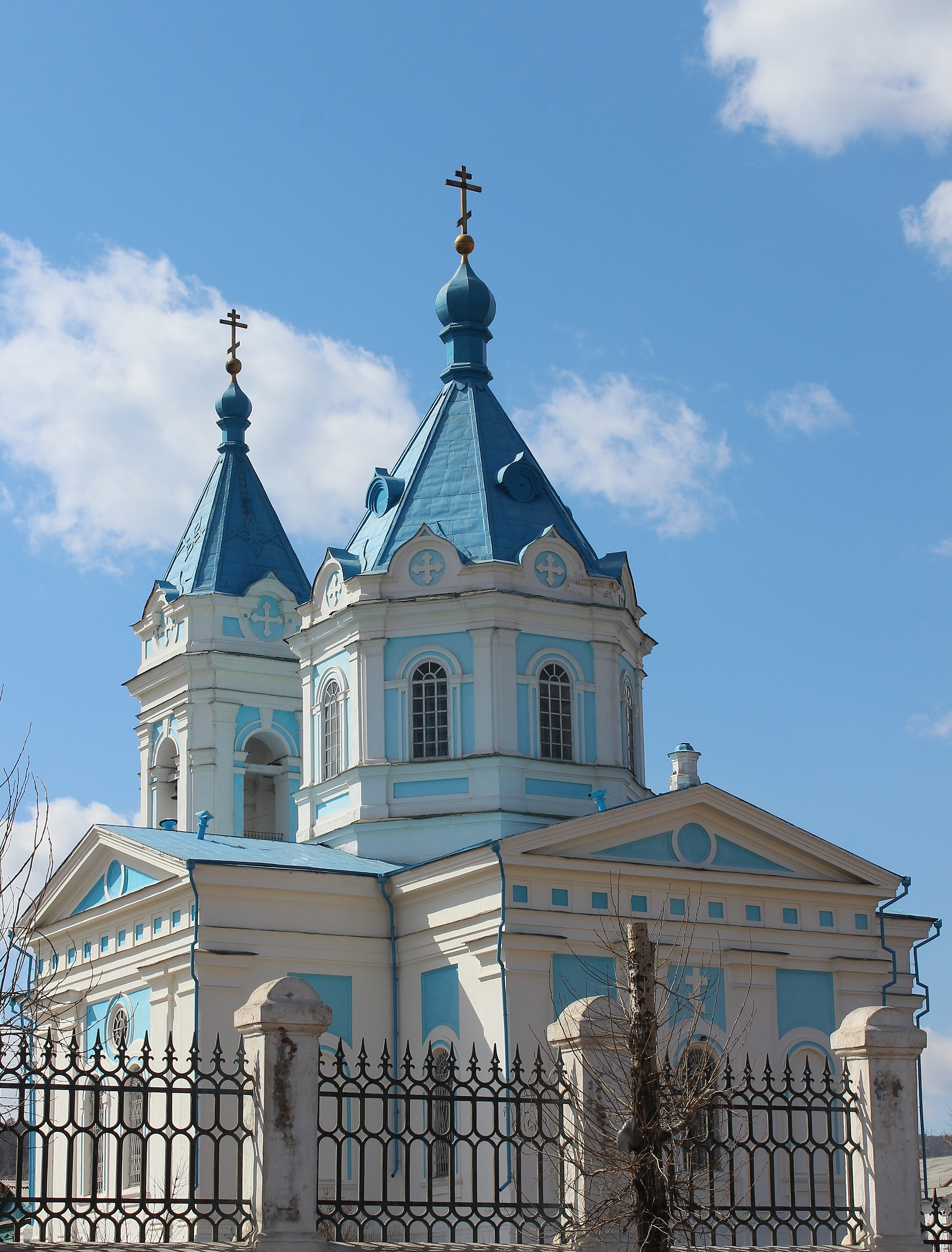
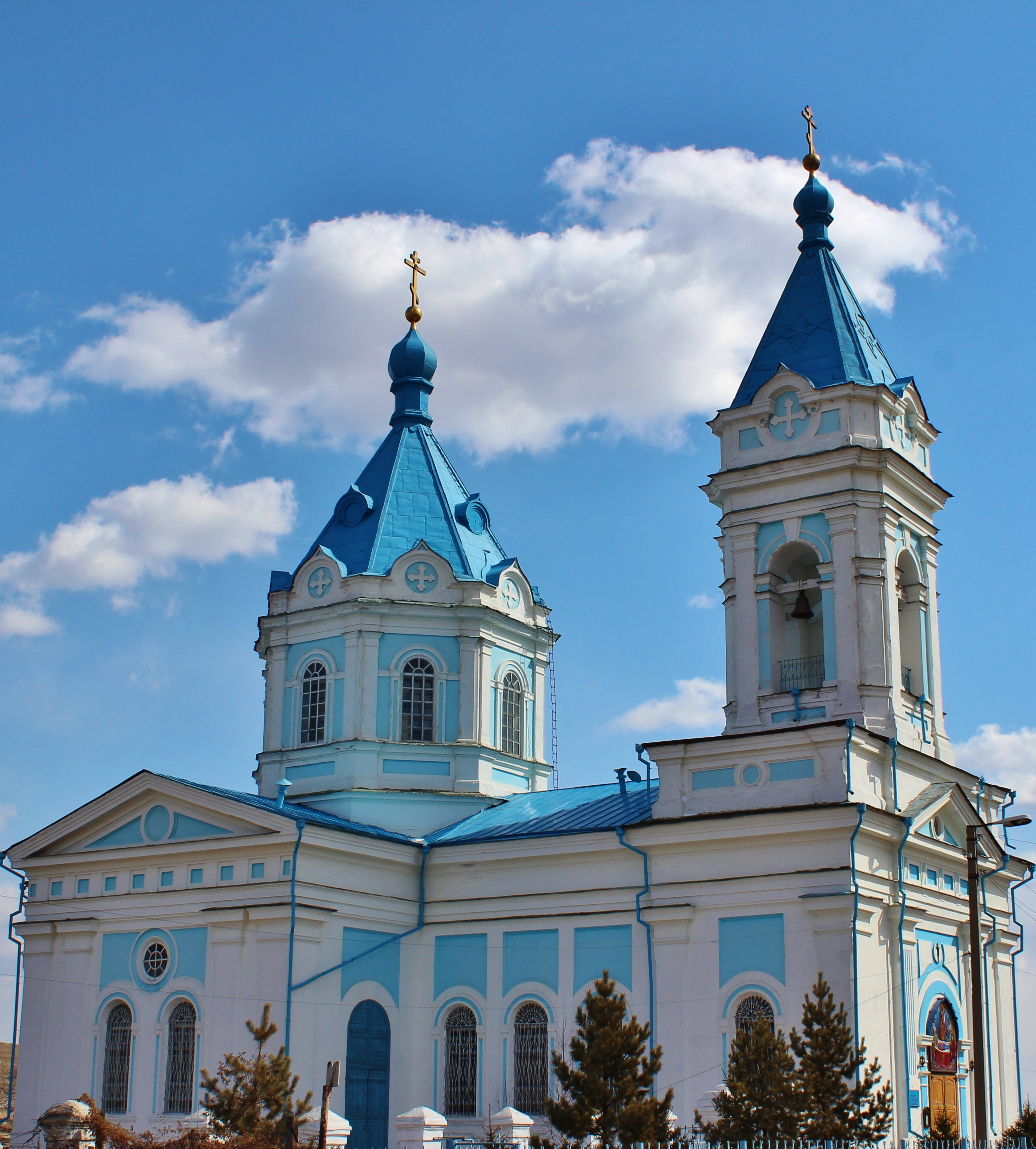